# Bertie Ahern
Bartholomew Patrick (Bertie) Ahern (Iers: Pádraig Parthalán Ó hEachthairn, Dublin, 12 september 1951) was de tiende Taoiseach (premier) van de Republiek Ierland. Zijn drie regeringen zaten in het zadel van 26 juni 1997 tot en met 6 mei 2008.
Hij studeerde aan het Dublin Institute of Technology. Ook zou hij een economische opleiding aan de University College Dublin en de London School of Economics hebben gevolgd maar daar is geen hard bewijs van.

## Politieke loopbaan
In 1977 werd hij voor de eerste keer verkozen in de Dáil als kandidaat voor de Fianna Fáil partij. In 1982 werd hij staatssecretaris voor het departement van de Taoiseach en voor defensie, en hij was hoofdwhip voor de Fianna Fáil regering.
In 1986-1987 was hij burgemeester van Dublin en minister van Werkgelegenheid in het kabinet van Charles Haughey. Na de val van het kabinet werd hij in november 1991 gepromoot tot minister van Financiën onder Albert Reynolds. In 1994 volgde Bertie Ahern hem op als leider van de Fianna Fáil partij.
Na de algemene verkiezingen van 1997 kwam hij in de coalitie met de Progressive Democrats, en hij werd benoemd als Taoiseach op 26 juni van dat jaar.
Deze regering bleef de volle vijf jaar aan de macht. In de verkiezingen in 2002 verkregen Fianna Fáil en Ahern bijna een absolute meerderheid, maar een nieuwe coalitie werd gevormd tussen Fianna Fáil en de Progressive Democrats.
Deze tweede regering-Ahern was de langst-regerende in de geschiedenis van de staat. Tegen alle verwachtingen in won Ahern in mei 2007 een derde termijn. De Progressive Democrats kregen zware klappen, maar toch betrok 'Bertie' hen bij een nieuwe coalitie. Zijn derde coalitiepartner is, voor de eerste maal in het bestaan van de Ierse staat, de Green Party (de Groenen). De regering kreeg eveneens de steun van vier onafhankelijke parlementsleden.
In 2012 kwam Bertie Ahern in opspraak, omdat hij gedurende zijn ambtstermijnen heimelijk ten minste 209.779 euro had aangenomen en meermaals onder ede over dit geld had gelogen. Dat was de conclusie van een gigantisch onderzoek naar de financiële handel en wandel van Ahern. De drie rechters die het onderzoek leidden, hebben Ahern niet schuldig bevonden aan corruptie, omdat er geen bewijzen zijn dat Ahern in ruil voor het ontvangen geld gunsten heeft verleend.
In 2023 Ahern voegde zich weer bij Fianna Fail te midden van geruchten dat hij zich kandidaat stelde voor president.

## Privé
Hij woont op dit moment gescheiden van zijn vrouw Miriam. Na zijn huwelijk had hij een lange relatie met Celia Larkin, die in 2003 afsprong. Zijn oudste dochter Georgina is getrouwd met Nicky Byrne, lid van de jongensband Westlife. Zijn jongste dochter Cecelia is een succesvolle schrijfster die meerdere populaire, veelvuldig vertaalde romans heeft gepubliceerd.
- Gemeinsame Normdatei: 131510428
- International Standard Name Identifier: 0000 0000 7873 1891
- Library of Congress Control Number: nr99004261
- Nationale Bibliotheek van Tsjechië: xx0055723
- Nationale Bibliotheek van Israël: 987007369953305171
- Nationale Bibliotheek van Polen: a0000003221677
- Nederlandse Thesaurus van Auteursnamen: 392677180
- SNAC: w69q9cv1
- Système universitaire de documentation: 154465208
- Virtual International Authority File: 20818928
- WorldCat: E39PBJvt7JtHfcVfMW8rM6TWDq